# Allondaz
Allondaz – miejscowość i gmina we Francji, w regionie Owernia-Rodan-Alpy, w departamencie Sabaudia.
Według danych na rok 1990 gminę zamieszkiwało 191 osób, a gęstość zaludnienia wynosiła 47 osób/km² (wśród 2880 gmin regionu Rodan-Alpy Allondaz plasuje się na 1436. miejscu pod względem liczby ludności, natomiast pod względem powierzchni na miejscu 1583).